# グアテマラ総督領

グアテマラ総督領
Capitanía General de Guatemala (スペイン語)

スペイン領アメリカ大陸内のグアテマラ総督領（1600年頃）

グアテマラ総督領（グアテマラそうとくりょう、スペイン語: Capitanía General de Guatemala）、またはグアテマラ王国（グアテマラおうこく、スペイン語: Reino de Guatemala）は、中央アメリカのヌエバ・エスパーニャ副王領におけるスペイン帝国の行政区であり、現在の国家であるコスタリカ、ニカラグア、ホンジュラス、エルサルバドル、グアテマラ、そしてメキシコのチアパス州が含まれていた。統治者である総督は、最高司法機関であるグアテマラのアウディエンシアの長官でもあった。

## 先史
総督領となるこの地域の植民地化は1524年に始まった。北部では、ペドロ・デ・アルバラード兄弟、エルナン・コルテスや他にも多数の人々がグアテマラとホンジュラスにさまざまな遠征を行った。南部では、パナマでペドロ・アリアス・ダビラの後援のもとでフランシスコ・エルナンデス・デ・コルドバが今日のニカラグアへ移動した。

### 首都の移動

アンティグア・グアテマラとグアテマラシティの植民地時代の紋章

グアテマラの首都は、数世紀にわたって移転した。1524年7月27日、ペドロ・デ・アルバラードはカクチケル族の都市であるイシムチェを最初の首都だと宣言し、サンティアゴ・デ・ロス・カバリェロス（"グアテマラ騎士団の聖ジェームス"）と呼んだ。しかし、スペイン人とカクチケル族の間で対立により、都市は住めない状態になってしまった。
1526年、スペイン人はテクパンに新たな首都を建設した。テクパンはナワトル語で「城」を表す単語である。テクパンは最初の恒久的なスペインの軍事拠点であったため、「最初の」首都と呼ばれることもあるが、カクチケル族の攻撃により都市の防衛が不可能になったため、スペイン人はすぐにそれを放棄した。
1527年に、首都はアンティグア・グアテマラに近いシウダー・ビエハの今日のサン・ミゲル・エスコバル地区の東にあるアルモロンガ谷に移された。この集落は1541年にアグア火山の噴火による壊滅的な火山泥流によって破壊され、生存者はその場所を放棄した。
1543年、首都は数キロ離れたアンティグア・グアテマラに再建された。次の2世紀にかけて、この都市は新世界の中で最も豊かな都市の１つとなった。しかし、今回は一連の壊滅的な地震によって同様に破壊され、1776年に都市を放棄するように命じられた。
最後かつ現在の首都はグアテマラシティである。

### 教会の役割
教会は、スペイン国王の海外領の行政において重要な役割を果たした。1534年に、最初の司教区がレオン司教区とグアテマラ司教区として設立された。他にも、1539年にはチアパスにサン・クリストバル・デ・ラス・カサス司教区が設立された。グアテマラとチアパスの司教区は、メキシコ大司教区の下に置かれることになった1546年まで、セビリャ大司教区の属司教であった。レオン司教区は、1546年にリマ大司教区の属司教となった。その他の短命の教区は、1559年にベラパスに作られた。カリブ海岸に沿ってホンジュラスに司教区を設立するための試みがいくつかあり、それは最終的に1561年にコマヤグア司教区の設立で成功し、サントドミンゴ大司教区の下に置かれた。
1543年、総督領の領土は、中央アメリカの大部分を管轄するグアテマラのアウディエンシアの設立によって明確になった。このアウディエンシアは、リマのアウディエンシアとともに、パナマの最初のアウディエンシアの領土を引き継ぎいだ。これは、中央アメリカ（パナマを除く）をスペイン帝国内の地域として定義した最初の機関であった。

## 設立

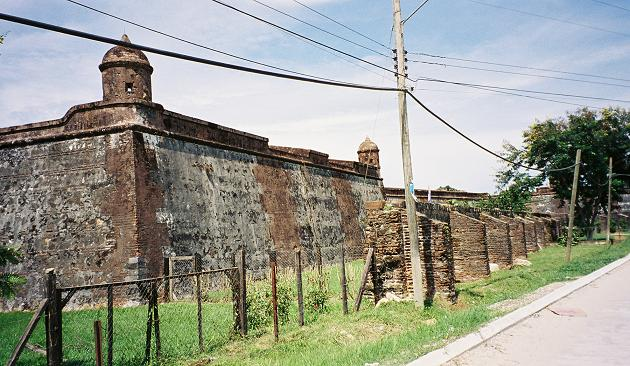
オモアのサン・フェルナンド要塞。スペイン人によって、海賊の攻撃から守るために建てられた。

1609年に、カリブ海からの外国の脅威に対処するため、知事とアウディエンシアの長官にも総督の称号が与えられ、また行政上および軍事上の問題で地域の自治権が与えられたことで、この地域は総督領となった。ほぼ同時期、スペイン・ハプスブルク家はプエルトリコ（1580年）、キューバ（1607年）、ユカタン（1617年）にも別の総督領を設立した。
17世紀、中央アメリカの教会の階層性をまとめる手続きが同様に開始された。コマヤグア司教区とレオン司教区は、それぞれ1620年と1647年にメキシコ大司教区の属司教となった。18世紀になると、ついにグアテマラ司教区が1743年に大司教区に昇格し、レオン、チアパス、コマヤグアの司教区がその属司教となり、この地域に宗教問題の統一と自治をもらたした。
1786年のブルボン改革の一環として、国王は古いコレヒミエントのほとんどを置き換える、一連のインテンダントをこの地域に導入した。インテンダントは幅広い財政力を与えられ、地域経済の促進を担当した。新たなインテンダンシーはSan Salvador（エルサルバドル）、Ciudad Real（チアパス）、Comayagua（ホンジュラス）とLeón（ニカラグア）であった。
グアテマラ総督は領土のsuperintendente 総督となり、グアテマラ本土の事実上のインテンダントとして機能した。コスタリカの南部農業地域は、軍事費のみを財政的に監視する市民および軍人統治者の下にとどまった。市民政府の費用はレオンのインテンダントよって使用された。これらのインテンダンシーは地域の政治的アイデンティティを形成するのに役立ち、未来の中央アメリカの国々の基盤を提供した。

## 独立
半島戦争中にフェルナンド7世が退けられたことで、1811年にサンサルバドルとレオンのインテンデンシーで独立運動が起こったが、すぐに鎮圧された。1812年、カディス・コルテスはこの地域をグアテマラ（グアテマラ、ベリーズ、チアパス、ホンジュラス、エルサルバドルから成る）とニカラグア・コスタリカの2つの州に分割した。これらの州は1812年から1814年まで存在し、スペイン1812年憲法が施行されていた期間である1820年から1821年までもう一度存在していた。2つの州は、最初の期間に7人の議員をコルテスに選出した。
グアテマラのjefe político superior（知事）は、中央アメリカとチアパスの総督のままであった。総督領は1821年に中央アメリカ独立法に署名によって機能が終了し、その後この地域のエリートはイグアラ綱領を支持し、併合によってメキシコ帝国に加わった。チアパスを除いて、この地域は1823年7月にメキシコから平和的に離脱し、中央アメリカ連邦共和国を建国した。この地域は短期間政治的にまとまりがあったが、遠心力によって1842年までにすぐに個々の州が分離した。

## さらに読む
- Dym, Jordana and Christophe Belaubre, (editors). Politics, Economy, and Society in Bourbon Central America, 1759–1821. (Boulder: University press of Colorado, 2007) ISBN 978-0-87081-844-8
- Hawkins, Timothy. José de Bustamante and Central American Independence: Colonial Administration in an Age of Imperial Crisis. (Tuscaloosa: University of Alabama Press, 2004) ISBN 0-8173-1427-X
- Wortman, Miles L. Government and Society in Central America, 1680–1840. (New York: Columbia University Press, 1982) ISBN 0-231-05212-X